# Yamanashi
Yamanashi (山梨市, Yamanashi-shi) est une ville située dans la préfecture de Yamanashi, au Japon.

## Toponymie
Le toponyme « Yamanashi » (山梨) est composé de deux kanjis signifiant respectivement « montagne » (山) et « poire » (梨).

## Géographie

### Démographie
Lors du recensement national de 2010, la population de Yamanashi était de 37 445 habitants répartis sur une superficie de 289,87 km2.

## Histoire
La ville de Yamanashi a été fondée le 1er juillet 1954. Le bourg de Makioka et le village de Mitomi ont été intégrés à Yamanashi le 22 mars 2005.

## Économie
Les productions agricoles de Yamanashi sont le raisin et la pêche.

## Transport
Yamanashi est desservie par les routes nationales 140 et 411.

## Jumelages
- Xiaoshan (Chine) depuis 1993
- Sioux City (États-Unis) depuis 2003

## Symboles municipaux
Les symboles municipaux de Yamanashi sont le pin et le rhododendron.

## Personnalités liées à la municipalité
- Hidetoshi Nakata, footballeur.
- Adoka Niitsu, artiste contemporaine.
- Fumie Hihara, artiste lyrique.
- Inoran, guitariste et chanteur.
- Izumi Yokokawa (1963-), footballeur né à Yamanashi.
- Yoshihiro Suda, artiste.
- Antoni Clavé, peintre, graveur et sculpteur. Un musée, inauguré en mars 2011, lui est consacré à Yamanashi.